# Nervijuncta concinna
Nervijuncta concinna är en tvåvingeart som beskrevs av Loïc Matile 1988. Nervijuncta concinna ingår i släktet Nervijuncta och familjen hårvingsmyggor.
Artens utbredningsområde är Nya Kaledonien. Inga underarter finns listade i Catalogue of Life.